# Vietcong 2
Vietcong 2 skrót VC2 – kontynuacja gry Vietcong wydanej w 2003 roku. W grze znów przyjdzie nam walczyć w wojnie wietnamskiej. Tryb jednoosobowy zawiera dwa rodzaje kampanii, w których gracz staje po stronie Vietcongu lub armii amerykańskiej. Akcja gry rozgrywa się w roku 1968 podczas ofensywy Tết, która jest uważana przez historyków za punkt zwrotny w wojnie wietnamskiej. Fabuła gry jest oparta na faktach, które miały miejsce w okolicach miasta Huế.

## Grafika / Dźwięk / Fizyka gry

### Grafika
Grafika w niewielkim stopniu różni od swojego poprzednika z 2003 roku, pojawiły się nawet głosy, że jest znacznie gorsza niż w Vietcong 1. Krzaki oraz inne rośliny poruszają się gdy w nich się porusza gracz. Postacie są dość dokładnie odwzorowane, dobrze widać rysy twarzy.

### Dźwięk
Dźwięk pod względem muzycznym w grze jest o wiele bardziej uboższy niż w poprzedniej wersji, natomiast w czasie misji lub gry wieloosobowej dźwięk jest wspaniale odwzorowany na panujący tam klimat między innymi wybuchy, przeładowania magazynków, dźwięki dżungli i skradanie oraz inne ruchy przeciwników.

### Fizyka gry
W Vietcong 2 położono w znaczącym stopniu nacisk na fizykę gry, dzięki czemu zabici przeciwnicy upadają w bardziej realistyczny sposób, niż to miało miejsce w pierwszej części gry.

## Hradba
Hradba jest czymś podobnym do PunkBuster jest to zabezpieczeniem przeciw cheaterom, które weszło do Vietconga i jego kontynuacja jest teraz w Vietcong 2. Jego zadanie jest wykrywanie np. wallhacków, aimbotów czy speedhacków.